# Roller derby en France

Logo de l'équipe de France de roller derby depuis novembre 2015

Le roller derby est un sport d'équipe de contact à prédominance féminine se pratiquant en patin à roulettes sur une piste de forme ovale, le but du jeu étant pour l'une des joueuses de réussir à dépasser en un laps de temps donné les joueuses adverses, en gagnant un point par tour et par joueuse adverse dépassée. En France, le roller derby se joue uniquement sur une piste plate. La France organise pour la première fois un championnat national à plusieurs niveaux pour la saison 2015-2016. En 2022-2023, le premier championnat Junior est organisé en France.

## Les débuts

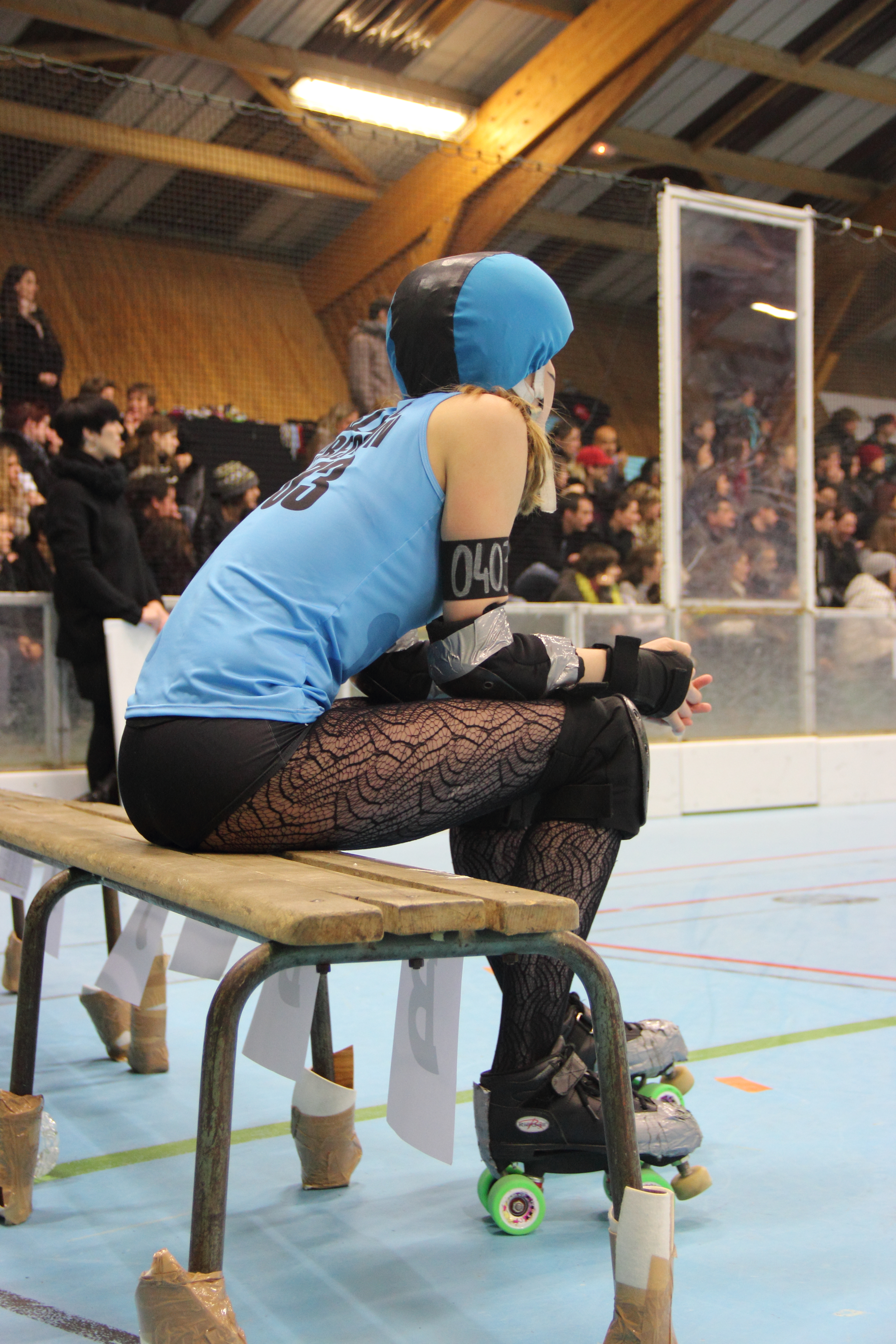
Une joueuse de la Nothing Toulouse en « prison ».

Les premières équipes de roller derby en France voient le jour en 2010 avec la création de « ligues » à Bordeaux, Toulouse et Paris. Une ligue de roller derby est un regroupement d’équipes au sein d’un même club ou d’une même section d’un club. La ligue Paris Rollergirls est la première ligue française à intégrer le programme d’apprentissage de la Women’s Flat Track Derby Association (WFTDA), en août 2010.
Le 2 février 2011, la première équipe française masculine voit le jour à Toulouse avec les Quad Guards de la ligue Roller Derby Toulouse. En février 2012, la France forme un groupe de discussion, « French roller derby organisational group » (FROG), pour tenter de faire avancer sa propre cause et être reconnu officiellement.
Malgré l’absence de reconnaissance des autorités, une Team France est montée pour participer à la première Coupe du monde de roller derby à Toronto du 1er décembre au 4 décembre 2011. La Team France y termine 7e sur 13 nations participantes. En juin 2013, la  ligue Paris Rollergirls devient la première ligue de France à passer membre à part entière de la WFTDA, full Member.

En 2014, une nouvelle Team France réunissant des joueuses sélectionnées dans toute la France, participe à la deuxième Coupe du monde de roller derby, qui se déroule à Dallas du 4 au 7 décembre 2014. La Team France termine 9e sur 30 nations présentes. L'année 2014 voit d'autres changements importants : le 16 mai, les Lille Roller Girls décident de lancer une équipe Junior, les Lille Roller Junior, qui est également la première de France. Également, le sport est reconnu officiellement par la Fédération française de roller sports (FFRS) en novembre 2014 et a désormais droit à son championnat. En revanche, le sport n'est pas reconnu par le ministère de la Jeunesse et des Sports. 

## Valeurs
Depuis le début des années 2000, certaines ligues de roller derby américaines sont fortement influencées par le « DIY » mêlé d'une mouvance punk / troisième vague féministe, principalement en réaction au conservatisme et au puritanisme qui voudraient que la femme ne soit au monde sportif qu'un faire-valoir masculin. L'imagerie des joueuses spécialement est fortement influencée par les modes rockabilly, punk et pin-up et par le monde des films d'horreur.
Avec la devise « par les joueuses, pour les joueuses » (« By the players, for the players »), le sport s'est développé selon une organisation horizontale. Ainsi, à l'image de la WFTDA, l'organisation internationale éditant les règles du roller derby sur piste plate, et à contrario de beaucoup d'autres sport, la majorité des ligues de roller derby refusent d'être dirigées par des personnes extérieures au sport. Les joueuses s'investissent dans le coaching, l'organisation des événements, et dans toutes les étapes nécessaires à la diffusion et à la pratique du sport et à la vie de leur ligue (Communication, arbitrage, préparation et gestion d'événements, recrutements...).
Afin de contrer l'effet du plafond de verre extrêmement présent dans le milieu sportif où les postes à responsabilités se trouvent occupés systématiquement par des hommes, de nombreuses ligues appliquent également les recommandations de la WFTDA et composent leur conseil d'administration à majorité de femmes et de minorité de genre. Si le sport s'est peu à peu ouvert aux hommes, la non-mixité choisie reste un moyen d'empowerment pour beaucoup de ligues.
Le Roller Derby est le seul sport de contact pratiqué majoritairement par des femmes et minorités de genre, et c'est aussi un sport donnant une grande place aux personnes rejetant l’hétéronormativité de la société. Le communiqué sur le genre publié par la WFTDA en 2016 précise que les personnes intersexe et les personnes s'identifiant au-delà de la binarité des genres peuvent jouer dans des équipes féminine si c'est la version du roller derby à laquelle elles s'identifient le plus. Ce communiqué réaffirme ainsi le droit des personnes transgenre à déterminer la version du derby, féminine ou masculine, à laquelle elles s'identifient et insiste sur l'importance de créer un environnement inclusif pour les personnes transgenres.
Dans l'optique de bousculer les stéréotypes de genre, et pour faire face à une réalité où les équipes de cheerleading sont majoritairement féminines et représentent des sports masculins, la première équipe de Pompom Boys dans le derby français a vu le jour en 2016 au sein de Roller Derby Lille. Parrainés par les Fearleaders autrichiens, les Scrimmage People ont pour but de contourner les codes de la masculinité et d'autres équipes sont maintenant en projet en France.

## Classement
| Année     | Féminin                                                       | Masculin                                                      |
| --------- | ------------------------------------------------------------- | ------------------------------------------------------------- |
| 2015-2016 | All Stars - Paris Rollergirls                                 | Quad Guards - Roller Derby Toulouse                           |
| 2016-2017 | Nothing Toulouse - Roller Derby Toulouse                      | Quad Guards - Roller Derby Toulouse                           |
| 2017-2018 | Nothing Toulouse - Roller Derby Toulouse                      | Quad Guards - Roller Derby Toulouse                           |
| 2018-2019 | Nothing Toulouse - Roller Derby Toulouse                      | Quad Guards - Roller Derby Toulouse                           |
| 2019-2020 | Championnat annulé en raison de la maladie à coronavirus 2019 | Championnat annulé en raison de la maladie à coronavirus 2019 |
| 2020-2021 | Championnat annulé en raison de la maladie à coronavirus 2019 | Championnat annulé en raison de la maladie à coronavirus 2019 |
| 2021-2022 | Nothing Toulouse - Roller Derby Toulouse                      | Quad Guards - Roller Derby Toulouse                           |
| 2022-2023 | Nothing Toulouse - Roller Derby Toulouse                      | Quad Guards - Roller Derby Toulouse                           |